# Louisea
Louisea là một chi cua nước ngọt thuộc họ Potamonautidae, chứa 2 loài là Louisea balssi và Louisea edeaensis. Cả hai loài là đặc hữu của Cameroon và đều nằm trong Sách đỏ IUCN.
L. edeaensis chỉ được biết qua 3 mẫu vật thu thập từ năm 1910 tại Edéa và Yabassi, còn L. balssi được biết qua 4 mẫu vật thu thập ở Cao nguyên Bamenda, chưa thấy mẫu vật sống nào từ 1909.